# Marquette (Michigan)
Marquette – miasto w Stanach Zjednoczonych, w stanie Michigan, siedziba hrabstwa Marquette. W 2000 liczyło 19 661 mieszkańców. Marquette jest głównym portem nad Jeziorem Górnym, głównie dla żeglugi rudy żelaza i jest siedzibą Northern Michigan University. Jest to największe miasto Górnego Półwyspu.